# Santuario ballenero Austral
El Santuario Ballenero Austral es un área de 50.000.000 km² alrededor del continente antártico, donde la Comisión Ballenera Internacional (CBI) ha prohibido todo tipo de caza de ballenas comercial. Hasta la fecha, la CBI ha creado dos santuarios, el otro existente es el santuario ballenero del Océano Índico.

## Área
El límite norte del santuario sigue el paralelo 40° S, excepto en el sector del Océano Índico, donde se une el límite sur del Santuario Ballenero del Océano Índico en el 55° S, y alrededor de América del Sur y en el Pacífico Sur donde el norte límite es de 60° S.

## Historia
El Santuario Ballenero Austral fue establecido en 1994 por la CBI con el respaldo de 23 países que apoyaron el acuerdo y la oposición de Japón.
El estado del Santuario del Océano Austral se revisa cada 10 años por la CBI, fecha en la cual puede ser sujeta a cambios. Durante la reunión de 2004 se formuló una propuesta de Japón de eliminar el santuario, pero no lograron el apoyo requerido del 75% de los países miembros.
Como santuario, sólo se aplica la prohibición de la caza comercial de cetáceos, por lo que Japón ha seguido realizando dentro de esta área la llamada caza científica.

## Disputas sobre su legalidad
Japón ha sostenido que el establecimiento del Santuario Ballenero Austral está en contra de la Convención Internacional para la Regulación de la Caza de Ballenas en el que se basa la CBI y por lo tanto es ilegal. 
Por otra parte, el Doctor Douglas Butterworth ha sugerido que el santuario en el "Mar del Sur es un claro intento de impedir la reanudación de la caza de ballenas que nada tienen que ver con la ciencia".
Japón ha pedido a la CBI a que presente su caso ante un organismo jurídico internacional pertinente para el análisis sobre su legalidad. La CBI se ha negado a hacerlo.